# ایلدیکو پیچی
ایلدیکو پیچی (مجاری: Ildikó Pécsi؛ زادهٔ ۲۱ مهٔ ۱۹۴۰) بازیگر اهل مجارستان است.
از فیلم‌ها یا مجموعه‌های تلویزیونی که وی در آن‌ها نقش داشته‌است، می‌توان به یک نقش عجیب اشاره نمود.
وی همچنین برندهٔ جوایزی همچون جایزه کشوت شده‌است.